# Annie Geeraerts
Annie Geeraerts (Borgerhout, 2 augustus 1926) is een Vlaamse actrice. Ze werkt voor televisie, theater en film en is vooral bekend als 's werelds oudste soapactrice voor haar rol als de Bomma in Familie.

## Filmografie

### Televisie
- Hélène in Bompa (1989)
- Flatbewoonster in Alfa Papa Tango (1990)
- Anna Dierckx in Familie (1991-heden)[1]
- Rosette in RIP (1992)
- Bobonne in Commissaris Roos (1992)
- Anna in De Kotmadam (2013)

### Quiz
- Eén tegen 100 ten voordele van Levenslijn (2002)

### Film
- Moemoe in Kiekeboe: Het witte bloed (1992)
- Moemoe in Kiekeboe: Misstoestanden (2000)
- De vlaschaard (1983)

### Theater
- De man van koekebrood (1986-1987)
- Vijgen na kerstmis (1987-1988)
- My fair lady (1988-1989)
- Vijgen na kerstmis (1988-1989) - als Gaby
- Vijgen na kerstmis (1989-1990) - als Gaby
- Nodig eens de Kerstman uit (1990-1991)
- Hola!! Paula!! (1992-1993)
- Hola!! Paula!! (1993-1994)
- Met pensioen? Niet te doen! (1993-1994)
- Onder ons (2010)